# Occupy UC Davis
Occupy UC Davis est un ralliement du mouvement Occupy organisé le 15 novembre 2011 pour protester contre l'augmentation des frais de scolarité et les restrictions budgétaires étatiques dans le campus de l'Université de Californie à Davis (Californie).
Le mouvement a gagné en notoriété après qu'un policier a pulvérisé du gaz poivre sur les manifestants alors qu'ils étaient assis sur une route pavée menant au campus. Une vidéo montrant l'officier de police John Pike pulvériser le gaz poivre est devenue un mème Internet. En octobre 2013, un juge accorda à John Pike 38 000 $ de compensation à la suite de sa dépression liée à l'incident et au traitement médiatique qui s'ensuivit.

## Sources